# 8333 Medina
8333 Medina eller 1982 VF är en asteroid i huvudbältet som upptäcktes den 7 november 1982 av den tjeckiske astronomen Antonín Mrkos vid Kleť-observatoriet i Tjeckien. Den är uppkallad efter Francisco Medina.